# Остаться в живых (фильм, 2006, США)
«Оста́ться в живы́х» (англ. Stay Alive) — американский фильм ужасов 2006 года режиссёра Уильяма Брента Белла. Премьера фильма состоялась 24 марта 2006 года.

## Сюжет
Маститый игроман Лумис, проходя очередную компьютерную игру под названием «Stay Alive», потерпел неудачу. Его персонажа убивает графиня через повешение на цепи, и через некоторое время самого Лумиса убивает тем же способом дух графини, но уже в реальной жизни. После смерти Лумиса его коллекция игр переходит к его другу Хатчу. Хатч приглашает друзей поиграть в «Stay Alive» в память о Лумисе, и ребят удивляет тот факт, что, чтобы начать игру, им нужно прочитать молитву графини в заставке. Вскоре после этого молодые люди начинают погибать в тех же обстоятельствах, что и их персонажи в игре. Пытаясь выяснить, в чём дело, ребята узнают о графине Батори, которая перед смертью сказала, что вернётся к людям с местью и гневом. После этого оставшиеся в живых геймеры стараются не играть в игру, но игра сама начинает играть за ребят. И единственным выходом остаётся найти труп графини и упокоить её дух.

## В ролях
| Актёр            | Роль            |
| ---------------- | --------------- |
| Джон Фостер      | Хатч            |
| Самира Армстронг | Эбигейл         |
| Фрэнки Муниз     | Свинк           |
| Майло Вентимилья | Лумис Кроули    |
| София Буш        | Октобер         |
| Джимми Симпсон   | Финеус          |
| Мария Калинина   | Элизабет Батори |